# Shackaconia Indijanci
Shackaconia (Shackakoni, Shakakonea) /značenje imena nepoznato/, indijansko pleme porodice Siouan s južne obale rijeke Rappahannock u okrugu Spotsylvania u današnjoj Virginiji. 
Pripadali su plemenskom savezu Manahoac. Istoimeni  'grad' , s južne obale Rapidana pripadao je ovom plemenu, a napušten je 1670. U kasnijim vremenima, odnosno 1730.-tih pa do 1742. na njemu žive Saponi, a danas je poznat kao  “Indiantown.” 